# Brazília a 2017. évi téli universiadén
Brazília a kazahsztáni Almatiban megrendezett 2017. évi téli universiade egyik részt vevő nemzete volt.

## Sífutás
| Versenyző   | Versenyszám | Selejtező | Selejtező | Negyeddöntő | Negyeddöntő | Elődöntő | Elődöntő | Döntő   | Döntő    |
| Versenyző   | Versenyszám | Idő       | Hely.     | Idő         | Hely.       | Idő      | Hely.    | Idő     | Helyezés |
| ----------- | ----------- | --------- | --------- | ----------- | ----------- | -------- | -------- | ------- | -------- |
| Bruna Moura | 5 km-es     |           |           |             |             |          |          | 18:52,1 | 56.      |
| Bruna Moura | Üldözéses   |           |           |             |             |          |          | 21:01,1 | 52.      |
| Bruna Moura | Sprint      | 4:09,66   | 43.       | kiesett     | kiesett     | kiesett  | kiesett  | kiesett | 43.      |
| Bruna Moura | Tömegstart  |           |           |             |             |          |          | 54:37,9 | 34.      |

Versenyzők adatai:
| Név         | Születési idő     | Kora  | Egyesület   | Felsőoktatási tanintézet  |
| Bruna Moura | 1994. április 24. | 22 év | Ski na Ruaí | Capital University Centre |